# Dubový mlýn
Dubový mlýn je vodní mlýn v Praze 6-Dejvicích, který stojí v Jenerálce na Šáreckém potoku v Šáreckém údolí. Původně patřil do katastru obce Nebušice.

## Historie
Vodní mlýn, nazývaný též „Quercina mola“ nebo „Eichenmühle“, založili strahovští premonstráti pravděpodobně již v 15. století. 16. října 1696 jej od kláštera koupil mlynář Pavel Mysliveček za 1 tisíc rýnských zlatých, na místě zaplacených; kupní smlouva byla zanesena v nebušické gruntovní knize. Ve smlouvě byly uvedeny povinnosti a závazky, například postoupení nebo prodej se všemi právy jen svým potomkům nebo sobě rovným a vždy se svolením kláštera.
Mlýn převzal Myslivečkův syn Matěj, otec hudebního skladatele Josefa Myslivečka (1737-1781). Tento mlynář vlastnil i mlýn na Starém Městě zvaný Myslivečkův a na Vltavě vybudoval jez mezi Kampou a Straroměstskými mlýny. Současně byl přísežným mlynářem zemským.
Jeho syn Jáchym mlýn po převzetí přestavěl, ale zadlužil se a mlýn šel po jeho smrti do dražby. Roku 1785 jej koupil Jan Tuscani, který jej pronajímal. Roku 1799 získali mlýn do dědičného nájmu od ostrovské kanonie manželé Hájkovi.
Roku 1888 mlýn koupil podnikatel Moric Zachariáš Kodíček, který zde zřídil strojní dílnu, slévárnu, kovárnu a truhlárnu a na pozemcích pod mlýnem kruhovou pec na pálení cihel. Dne 21. září 1889 mu bylo povoleno instalovat turbínu na místě vodního kola.
Od roku 1919 vlastnil areál průmyslník Václav A. Skokan, který zde vyráběl topná tělesa na ústřední vytápění budov. Pro finanční potíže se továrna dostala pod správu Průmyslové banky a výroba zde byla ukončena roku 1929.
V září 1940 ji od Živnobanky koupil Jindřich Jelínek za 1 milion korun pro svoji manželku Jarmilu. Ta zde zřídila farmu pro pěstování zeleniny a chov domácích zvířat a také pro umělé množení lanýžů. Areál k tomuto účelu přestavěl stavitel Josef Pomajzl z Nebušic, který stávající stavby zrestauroval a vystavěl několika dalších budov.